# قائم‌آباد (میناب)
قائم‌آباد یا گیزنگ، روستایی در دهستان بندر بخش سندرک شهرستان میناب در استان هرمزگان ایران است.

## جمعیت
بر پایه سرشماری عمومی نفوس و مسکن در سال ۱۳۹۵، جمعیت این روستا برابر با ۱۷۵ نفر (۵۷ خانوار) بوده‌است.